# Suore cappuccine dell'Immacolata di Lourdes
Le Suore Cappuccine dell'Immacolata di Lourdes (in latino Congregatio Sororum Capuccinarum ab Immaculata Lapurdensi) sono un istituto religioso femminile di diritto pontificio: le suore di questa congregazione pospongono al loro nome la sigla S.C.I.L.

## Storia

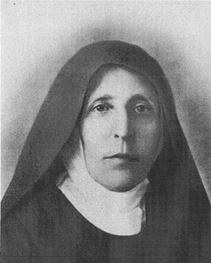
Maria di Gesù, fondatrice della congregazione

La congregazione fu fondata a Cinisi il 13 giugno 1887 da Maria di Gesù Santocanale e fu approvata dal vescovo di Monreale.
L'istituto fu aggregato all'ordine cappuccino l'8 dicembre 1909 e ricevette il pontificio decreto di lode il 1º febbraio 1947.

## Attività e diffusione
Le suore si dedicano all'istruzione e all'educazione cristiana della gioventù, alla cura dei malati e alle missioni.
Oltre che in Italia, le suore sono presenti in Albania, Brasile, Madagascar e Messico; la sede generalizia è a Palermo.
Alla fine del 2011 la congregazione contava 152 religiose in 29 case.